# Phyllophaga rorulenta
Phyllophaga rorulenta är en skalbaggsart som beskrevs av Hermann Burmeister 1855. Phyllophaga rorulenta ingår i släktet Phyllophaga och familjen Melolonthidae. Utöver nominatformen finns också underarten P. r. patens.